# Murailles de Montemassi
Les Murailles de Montemassi (en italien : Mura di Montemassi) constituent le système défensif de Montemassi, un hameau de la commune de Roccastrada, dans la province de Grosseto en Toscane,.

## Histoire
Une première enceinte urbaine fut construite vers l'an 1000 par la famille Aldobrandeschi, pour protéger le village-château qui était en phase de développement ; au fil du temps, le système défensif s'est encore renforcé.
Cependant, d'abord en 1260 puis en 1328, les troupes de la république de Sienne assiégèrent Montemassi, réussissant à surmonter les dangers de l'imposant système défensif ; des dommages plus graves aux murs se produisirent au début du XVe siècle lors d'une autre révolte locale contre la domination de Sienne.
À la Renaissance, les parties des murs de la ville précédemment détruites furent rénovées, rendant à nouveau intact le système défensif du centre. Au cours des siècles suivants, diverses modifications et rénovations furent effectuées sur les murs de la ville, jusqu'à ce qu'ils prennent leur aspect actuel.

## Description
Les murailles de Montemassi délimitent presque entièrement le village qui se développe juste en aval de l'imposant château de Montemassi.
Les remparts de la ville prennent leur origine dans la partie supérieure de la colline, sur laquelle se dresse le château, à partir duquel commencent deux sections distinctes de courtines revêtues de pierre, qui descendent sur des côtés opposés jusqu'à entourer le village de Montemassi : les deux courtines se rejoignent dans la partie inférieure, où s'ouvre l'unique porte d'accès en arc en plein cintre. Les murailles comportent certaines parties apparentes et d'autres adossées aux murs extérieurs des bâtiments du centre.

## Galerie

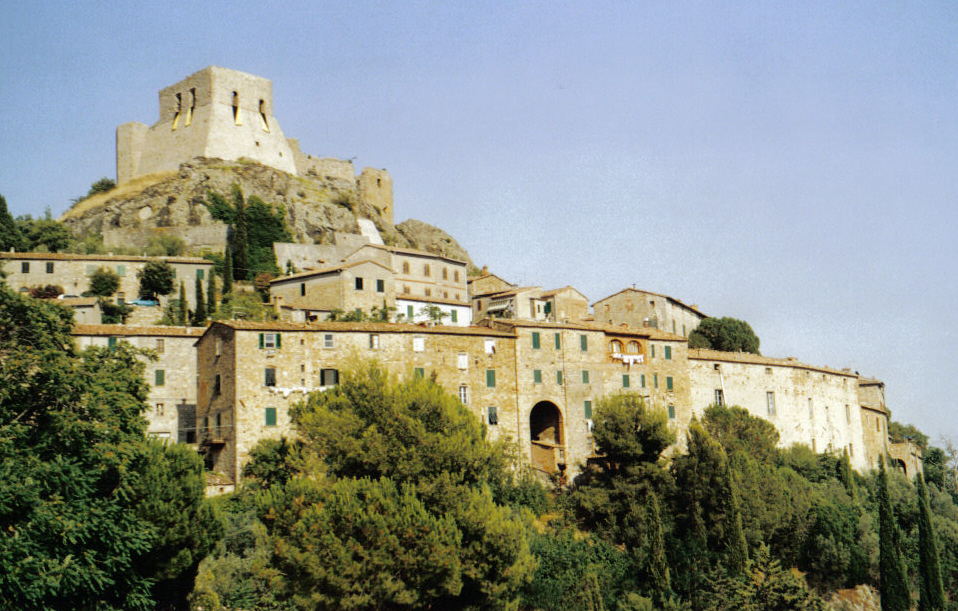
Le village deMontemassi.
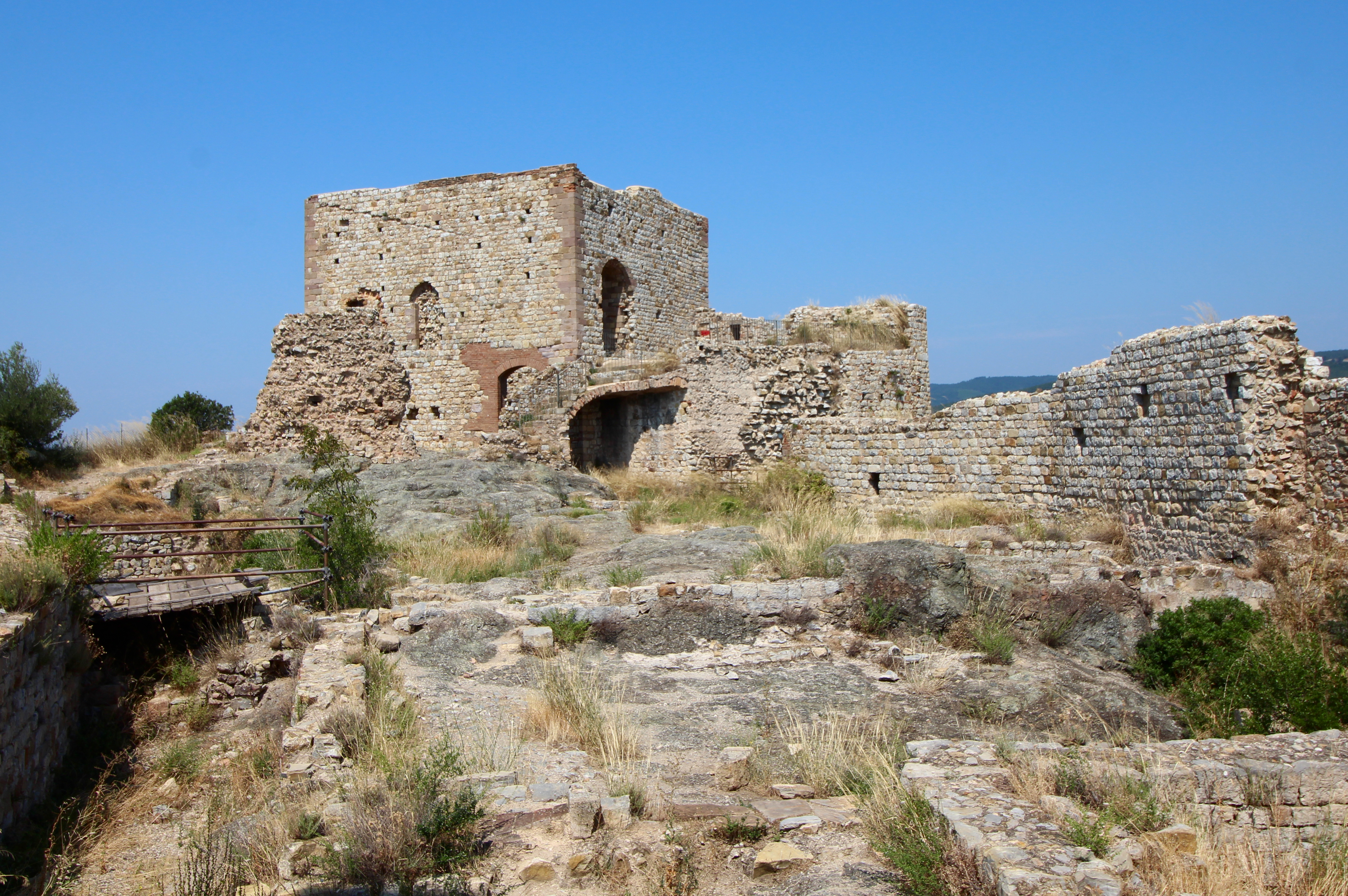
Le château de Montemassi.